# 由真直人
由真 直人（ゆま なおと、1976年 - ）は、日本の小説家。福井県福井市出身、学習院大学文学部哲学科卒業。

## 略歴
- 2003年、「ハンゴンタン」で第97回文學界新人賞受賞。

## 作品リスト
- 「ハンゴンタン」（『文學界』2003年12月号）